# Liste der Einträge im National Register of Historic Places im Deaf Smith County
Die Liste der Einträge im National Register of Historic Places im Deaf Smith County (Liste der Registered Historic Places im Deaf Smith County) führt alle Bauwerke und historischen Stätten im texanischen Deaf Smith County auf, die in das National Register of Historic Places aufgenommen wurden.

## Aktuelle Einträge
| Lfd. Nr. | Name im NRHP              | Bild | Datum der Eintragung | Adresse/Lage        | Ort      | NRHP-ID  | Beschreibung |
| -------- | ------------------------- | ---- | -------------------- | ------------------- | -------- | -------- | ------------ |
| 1        | Glenrio Historic District |      | 17. Jan. 2007        | TX loop 504/NM 1578 | Glenrio  | 06001258 |              |
| 2        | E. B. Black House         |      | 17. Juli 1978        | 508 W. 3rd St.      | Hereford | 78002923 |              |